# القوات الانفصالية الروسية في أوكرانيا

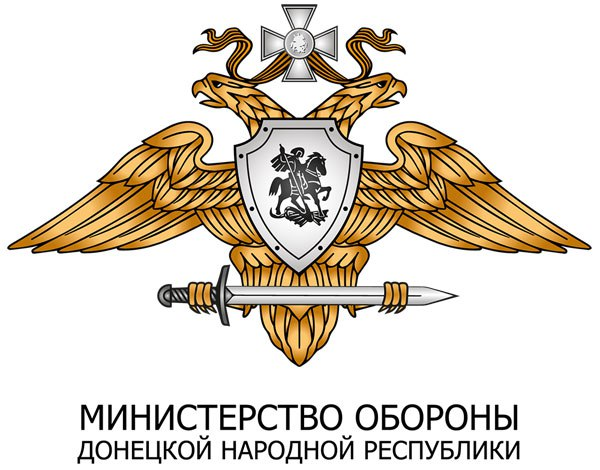
شعار للقوات الروسية الانفصالية في دونباس.

القوات الروسية الانفصالية في حوض الدونباس هي الميليشيات والمجموعات التطوعية المسلحة المرتبطة بالمنطقتين الانفصاليتين الموالية لروسيا والمعترف بهما من قبلها في منطقة الدونباس الأوكرانية ألا وهما جمهورية دونيتسك الشعبية (دي بّي آر) وجمهورية لوغانسك الشعبية (إل بّي آر). تنقسم المجموعات الرئيسية إلى ميليشيا دونيتسك الشعبية وميليشيا لوغانسك الشعبية اللتين قاتلتا القوات المسلحة الأوكرانية في الحرب الأوكرانية الروسية. أدرجت الحكومة الأوكرانية هاتين المجموعتين على قائمتها للمنظمات الإرهابية.
تشكلت ميليشيا دونباس الشعبية في شهر مارس عام 2014 على يد بافل غوباريف الذي انتُخب في منصب «الحاكم الشعبي» لأوبلاست دونيتسك. وتشكل بعدها الجيش الجنوبي الشرقي في أوبلاست لوغانسك في شهر أبريل من عام 2014. شاركت هاتين المجموعتين بالأصل في السيطرة على مباني الحكومة الأوكرانية في الأوبلاستين. أدى تصاعد حدة التوترات إلى تدخل الحكومة الأوكرانية وشنها عملية لمكافحة الإرهاب ضد الميليشيات، وهو ما أدى إلى إشعال فتيل الحرب في الدونباس. اتهمت الحكومة الأوكرانية الميليشيات بالضلوع في إسقاط طائرة الرحلة رقم 17 التابعة للخطوط الجوية الماليزية في يوليو عام 2014، غير أن قادة الانفصاليين قابلوا هذه الاتهامات بالإنكار. أعلنت الميليشيات في جمهوريتي دونيتسك ولوغانسك عن اندماجها تحت مظلة القوات المسلحة المتحدة لنوفوروسيا (إن أيه إف) في شهر سبتمبر من عام 2014. كان من المقرر لهذه القوات أن تتبع لدولة نوفوروسيا الاتحادية غير المعترف بها. غيرت الميليشيات الانفصالية اسمها ليغدو فيلق القوات البرية الأول التابع لدي بّي آر وفيلق القوات البرية الثاني التابع لإل بّي آر. ومع ذلك أعلِن عن تعليق مشروع دولة نوفوروسيا في مايو عام 2015.
يُعتقد على نطاق واسع بأن الانفصاليين يحصلون على الدعم من قبل القوات المسلحة الروسية. تعتبر كل من أوكرانيا والولايات المتحدة وبعض المحللين بأن الفيلق الأول والثاني من الجيشين هما تشكيلات عسكرية روسية تقع تحت قيادة الوحدة الثامنة موحدة التسليح والتي تشكلت في مدينة نوفوتشركاسك بأوبلاست روستوف في عام 2017. غير أن الحكومة الروسية غالبًا ما تنفي تورطها المباشر وتقول بأن جنودها يشاركون هناك كمتطوعين وليس تنفيذًا لأي أوامر، ولكن أظهرت الوثائق التي كانت بحوزة الجنود الروس الذين ألقي القبض عليهم خلاف ذلك. اعترف الانفصاليون بتلقيهم لإمدادات من روسيا وتدربهم هناك. أفاد تقرير للبي بي سي بأن صفوف الانفصاليين احتوت على آلاف المواطنين الروس. كذلك يدعم القوزاق المسجلون في الاتحاد الروسي الانفصاليين. ادعى رئيس جمهورية دونيتسك الشعبية ألكسندر زاخارتشينكو أن عدد المتطوعين الروس الذي يقاتلون في صفوف الميليشيا التي يقودها بلغ ما يتراوح من 3000 إلى 4000 متطوع روسي تقريبًا في أغسطس عام 2014. وشمل ذلك الرقم العناصر الذي يخدمون في الجيش الروسي أو العناصر المتقاعدين. أفادت ادعاءات ظهرت منذ سبتمبر عام 2015 بأن الوحدات الانفصالية على مستوى الكتائب وما فوق كانت واقعة تحت القيادة العسكرية المباشرة لضباط من الجيش الروسي، وذلك في الوقت الذي يعمل القادة المحليون السابقون كنواب عنهم في كثيرٍ من الأحيان.

## التاريخ
سيطرت جموع من المتظاهرين على مبنى الإدارة الإقليمية في مدينة دونيتسك خلال الاضطرابات الموالية لروسيا في أوكرانيا بتاريخ 3 مارس عام 2014. شاركت ميليشيا دونباس الشعبية بقيادة بافل غوباريف وهي من مجموعات المعارضة المسلحة المتشكلة حديثًا في الاضطرابات. وقع ذلك على إثر اندلاع مظاهرات حاشدة ضد الحكومة الأوكرانية الجديدة في 11 مدينة أوكرانية يقطنها عدد كبير من السكان ذوي الإثنية الروسية. اجتمع 2000 متظاهر مؤيد لروسيا خارج مبنى الإدارة الإقليمية في يوم 6 أبريل عام 2014. وشهد نفس اليوم اقتحام حشود من المتظاهرين في شرق أوكرانيا مبنى الإدارة الإقليمية في مدينة خاركيف ومقر إدارة أمن الدولة في مدينة لوغانسك. شكلت هذه المجموعات مجلسًا شعبيًا وطالبت بإجراء استفتاء مشابه لذلك الذي عُقد في شبه جزيرة القرم. تعرضت العديد من المباني الحكومية في مدن مثل كراماتورسك وسلوفيانسك للاقتحام في غضون أيام قليلة بعد ذلك. أقام أنصار جمهورية دونيتسك الشعبية وأعضاء ميليشيا دونباس الشعبية نقاطًا وحواجز تفتيش في سلوفيانسك في يوم 12 أبريل. انضم أعضاء سابقون في وحدة «بيركوت» بدونيتسك إلى صفوف ميليشيا دونباس الشعبية في نفس اليوم.
أعطت الحكومة الأوكرانية الجديدة الانفصاليين مهلة نهائية في يوم 13 أبريل حتى يلقوا أسلحتهم أو يواجهوا «حملة شاملة لمكافحة الإرهاب» في المنطقة. تناقلت تقارير أولية في وقت لاحق من ذلك اليوم أنباء عن اندلاع اشتباكات بين الميليشيات الشعبية والقوات الأوكرانية بالقرب من مدينة سلوفيانسك مما أسفر عن سقوط ضحايا من الطرفين. منع أعضاء من ميليشيا دونباس الشعبية شاحنات «كراز» العسكرية الأوكرانية المزودة بصواريخ غراد من دخول المدينة في يوم 14 أبريل. أطلقت الحكومة الأوكرانية «عملية شاملة لمكافحة الإرهاب» في يوم 15 أبريل بهدف استعادة سيطرتها على المناطق التي استولت عليها الميليشيات.
دخلت الميليشيات إلى مدينة سلوفيانسك مع ست مركبات برمائية قتالية محمولة جوًا من طراز بي إم دي في يوم 16 أبريل. كانت الميليشيات قد استولت على هذه المركبات من القطع الخاصة باللواء 25 المحمول جوًا الذي انشق عن الجيش الأوكراني. نُزع سلاح وحدة عسكرية أوكرانية بعد أن حاصر سكان محليون مركباتهم في مدينة كراماتورسك. كذلك حصلت الميليشيات على مدفع هاون ذاتي الدفع عيار 120 ملم من طراز «نونا-إس». هاجمت مجموعة مسلحة مجهولة الهوية يرتدي عناصرها لباسًا مدنيًا نقطة تفتيش تابعة للميليشيات عند مدخل مدينة سلوفيانسك في يوم 20 أبريل. لقي ثلاثة من المهاجمين وثلاثة من عناصر الميليشيات مصرعهم في الهجوم. استولى ثمانية من عناصر الميليشيات على مركبة مدرعة من طراز آي إم آر من شركة نوفوكراماتورسكي ماشينوسترويتلني جافود في يوم 14 مايو.
بعثت ميليشيا دونباس الشعبية إنذارًا نهائيًا إلى كييف في يوم 15 مايو. طالبت الميليشيا بانسحاب جميع القوات الأوكرانية من أوبلاست دونيتسك. استولى عناصر من الميليشيات على عربتين غير مسلحتين من طراز بي آر دي إم في مدينتي سفرودونتسك وليسيتشانسك (أوبلاست لوغانسك) في يوم 17 مايو. أعلِن عن قيام دولة نوفوروسيا الاتحادية في يوم 22 مايو. واستولى عدد من عناصر الميليشيات الشعبية على عربة مدرعة غير مسلحة من طراز بي آر دي إم في بلدة لوسكوتوفكا (أوبلاست لوغانسك) في يوم 23 مايو.
أشارت التقديرات إلى أن عدد عناصر القوات الانفصالية بلغ ما يتراوح بين 10 آلاف إلى 20 ألف عنصر اعتبارًا من شهر يوليو عام 2014.
يُشتبه على نطاق واسع بضلوع الميليشيات في إسقاط طائرة مدنية وهي طائرة الرحلة رقم 17 التابعة للخطوط الجوية الماليزية بتاريخ 17 يوليو عام 2014.
زعمت الميليشيات استيلائها على 67 قطعة من المعدات العسكرية في ظروف متفاوتة (كان بعضها معدات صالحة للاستخدام ولكنها غير مزودة بالذخيرة والوقود ومعدات أخرى تشوبها عيوب فنية ومعدات تضررت في المعارك وغير قابلة للاستخدام)، وجاء ذلك بعد معارك خاضتها هذه الميليشيات قرب الحدود الروسية في يوم 8 أغسطس. كان من بين هذه المعدات 18 نظامًا لإطلاق الصواريخ المتعددة من طراز غراد وخمسة عشر دبابة وناقلة جند مدرعة ومدافع هاوتزر ومنظومات للدفاع الجوي المحمولة وما إلى ذلك. بلغ عدد العربات المصفحة التي كانت بحوزة الميليشيات في يوم 12 أغسطس ما لا يقل عن 200 عربة.